# Ctenucha obscurata
Ctenucha obscurata är en fjärilsart som beskrevs av Max Wilhelm Karl Draudt 1915. Ctenucha obscurata ingår i släktet Ctenucha och familjen björnspinnare. Inga underarter finns listade i Catalogue of Life.